# Paul Russo
Paul Russo (10 de abril de 1914 – 13 de fevereiro de 1976) foi um automobilista norte-americano.
Russo esteve em quinze 500 Milhas de Indianápolis (oito quando a prova fazia parte do calendário da Fórmula 1 de 1950 até 1960): 1940-1941, 1946-1950, 1953-1959 e 1962. Seu melhor resultado foi o 2º lugar, dividindo o carro com Tony Bettenhausen, em 1955.